# Nothodes parvulus
Nothodes parvulus é uma espécie de insetos coleópteros polífagos pertencente à família Elateridae.
A autoridade científica da espécie é Panzer, tendo sido descrita no ano de 1799.
Trata-se de uma espécie presente no território português.